# Hennessy Cognac Cup
De Hennessy Cognac Cup is een voormalig golftoernooi waarop een team spelers uit het Verenigd Koninkrijk en Ierland speelde tegen een team spelers van het vasteland van Europa. Nadat het toernooi in 1984 was gestopt, werd in 2000 weer een dergelijk toernooi gestart onder de naam Seve Trophy, dat na enkele edities de naam Vivendi Trophy kreeg.
Op de Ladies European Tour bestond de Hennessy Cup, maar dat was geen teamwedstrijd. Trish Johnson won het in Keulen in 1992 met een recordscore van 200.

## Teams
| Jaar | Baan | Winnend team en captain                      | Individueel winnaar | Verliezend team en captain |
| ---- | ---- | -------------------------------------------- | ------------------- | -------------------------- |
| 1974 |      | Groot-Brittannië & Ierland ?                 |                     | Continentaal Europa ?      |
| 1976 |      | Groot-Brittannië & Ierland ?                 |                     | Continentaal Europa ?      |
| 1978 |      | Groot-Brittannië & Ierland ?                 |                     | Continentaal Europa ?      |
| 1980 |      | Groot-Brittannië & Ierland Brian Barnes      |                     | Continentaal Europa ?      |
| 1982 |      | Groot-Brittannië & Ierland Bernhard Langer   | Mark James          | Continentaal Europa ?      |
| 1984 |      | Groot-Brittannië & Ierland Bernard Gallacher | Sandy Lyle          | Continentaal Europa ?      |

Spelers:
| Speler                | 1974 | 1976 | 1978 | 1980 | 1982 | 1984 |
| --------------------- | ---- | ---- | ---- | ---- | ---- | ---- |
| Francisco Abreu       | 1974 |      |      |      |      |      |
| Severiano Ballesteros |      | 1976 | 1978 | 1980 |      |      |
| Brian Barnes          | 1974 | 1976 | 1978 | 1980 |      |      |
| José Maria Cañizares  | 1974 | 1976 | 1978 | 1980 | 1982 | 1984 |
| Howard Clark          |      |      | 1978 |      |      | 1984 |
| Neil Coles            | 1974 | 1976 | 1978 | 1980 |      |      |
| Eamonn Darcy          |      | 1976 |      |      |      | 1984 |
| Nick Faldo            |      |      | 1978 | 1980 | 1982 | 1984 |
| Anders Forsbrand      |      |      |      |      |      | 1984 |
| Bernard Gallacher     | 1974 |      | 1978 |      | 1982 | 1984 |
| Antonio Garrido       |      | 1976 | 1978 | 1980 | 1982 | 1984 |
| Jeff Hawkes           |      |      |      |      | 1982 |      |
| Tommy Horton          | 1974 | 1976 |      |      |      |      |
| Brian Huggett         | 1974 |      | 1978 |      |      |      |
| Tony Jacklin          |      | 1976 |      |      |      |      |
| Mark James            |      | 1976 | 1978 | 1980 | 1982 | 1984 |
| Nick Job              |      |      |      | 1980 |      |      |
| Bernhard Langer       |      | 1976 | 1978 | 1980 | 1982 |      |
| Sandy Lyle            |      |      |      | 1980 | 1982 | 1984 |
| Carl Mason            |      |      |      | 1980 |      |      |
| Christy O'Connor jr.  | 1974 |      |      |      |      |      |
| John O'Leary          |      | 1976 | 1978 |      | 1982 |      |
| Manuel Piñero         |      | 1976 | 1978 | 1980 | 1982 |      |
| José Rivero           |      |      |      |      |      | 1984 |
| Costantino Rocca      |      |      |      |      |      | 1984 |
| Ove Sellberg          |      |      |      |      |      | 1984 |
| Des Smyth             |      |      |      | 1980 | 1982 | 1984 |
| Sam Torrance          |      | 1976 | 1978 | 1980 | 1982 | 1984 |
| Peter Townsend        | 1974 |      |      |      |      |      |
| Philippe Toussaint    |      | 1976 |      |      |      |      |
| Brian Waites          |      |      |      | 1980 | 1982 | 1984 |
| Géry Watine           |      |      |      |      |      | 1984 |
| Ian Woosnam           |      |      |      |      | 1982 | 1984 |